# 楓樹窩 (臺灣)
楓樹窩，是臺灣苗栗縣通霄鎮的一個傳統地域名稱，位於該鎮中部偏東北。相較於今日行政區，其範圍大致與楓樹里相近。

## 歷史
台灣清治末期至日治初期，楓樹窩地區為一街庄，稱為「楓樹窩庄」，隸屬於苗栗二堡。該庄北及東與烏眉坑庄為鄰，東南與九湖庄為鄰，南邊為圳頭庄，西邊為內湖庄。
1901年（日治明治三十四年）11月，該庄隸屬於苗栗廳。1909年（明治四十二年）10月，改隸屬於新竹廳。1920年（大正九年），該庄改制為「楓樹窩」大字，隸屬於新竹州苗栗郡通霄庄
戰後通霄庄改制為通霄鄉，隸屬於新竹縣，大字改制為村。1948年，通霄鄉改制為通霄鎮，村亦改制為里。1950年桃、竹、苗分治，通霄鎮改隸屬於重新成立的苗栗縣。

## 交通
鄉道苗36線是楓樹窩地區主要的連絡道路，往西北可至內湖地區的古厝聚落與縣道128號相交。

## 學校
- 楓樹國小